# Hjemsøgte steder
Hjemsøgte steder (originaltitel Stranded) er en paranormal efterforskning, reality tv-serie. Tv-serien er produceret af Brad Kuhlman, Casey Brumels og Josh Gates for Ping Pong Productions, og Jason Blum fra Blumhouse Productions, sidstnævnte bedst kendt for  Paranormal Activity filmene.
Showet blev skabt af Josh Gates som både et paranormal og psykologisk eksperiment. Hver episode har et tre-personers hold bestående af paranormale entusiaster og skeptikere fra forskellige samfundslag, der tilbringer flere dage alene sammen på nogle af de angiveligt mest hjemsøgt steder i Nordamerika. Holdene skabe deres egen video-optagelser med håndholdte nat-vision kameraer, sammen med snesevis af faste kameraer, der dokumenterer deres reaktioner på den stadigt stigende angst, paranoia og fortvivlelse ved at være lukket inde et skræmmende sted. Showet afsluttes med en gennemgang af optagelserne og personlige interviews af enkelte medlems oplevelse.
Hjemsøgte steder sendes på TV3 Puls i Danmark